# Station Nordtangen
Station Nordtangen is een halte in Nordtangen in de gemeente Gran in fylke Innlandet in Noorwegen. De halte werd geopend in 1961 maar werd in 2006 alweer gesloten. Het is nog wel mogelijk om voor groepen vertrek of bestemming Nordtangen te boeken.